# Храм Преображения Господня (Новая Мышь)
Храм Преображения Господня (бел. Свята-Праабражэнскі касцёл) — католический храм в деревне Новая Мышь, Белоруссия. Относится к барановичскому деканату Пинского диоцеза. Памятник архитектуры, построен в 1825 году в стиле классицизм. 14 мая 2007 года Постановлением Совета Министров Республики Беларусь объекту присвоен статус историко-культурной ценности республиканского значения.

## История
Первый храм в местечке Мышь был построен из дерева в 1641 году на средства Казимира Льва Сапеги. В 1825 году на его месте было возведено современное кирпичное здание храма Преображения. Костёл огорожен оградой с трёхарочными каменными воротами, выполненными в неорусском стиле. В углу ограды перед костёлом поставлена деревянная двухъярусная шатровая колокольня.

## Архитектура
Преображенский храм — прямоугольное в плане здание, основной объём накрыт двускатной крышей, трёхгранная апсида накрыта вальмовой крышей. Главный фасад решён в виде характерного для позднего классицизма портика с четырьмя парами колонн и высоким треугольным фронтоном. Боковые фасады расчленены стрельчатыми оконными проёмами. Фронтон завершён небольшим шатровым фонарём.

## Интерьер
В 1905 году интерьер храма был украшен ценными произведениями декоративно-прикладного искусства в стиле барокко и рококо — тремя деревянными резными алтарями, амвоном и органом. Они были перенесены в Новую Мышь из несвижского костёла бенедиктинок (be:Касцёл Святой Яўфіміі і кляштар бенедыкцінак, Нясвіж) и представляют собой единый художественный ансамбль, для которого характерны ажурная резьба и обилие позолоты.
Главный двухъярусный алтарь помимо деревянных декоративных элементов и статуй святых и ангелов содержит два живописных изображения — Преображение в нижнем ярусе и Святое Семейство в верхнем ярусе. Трёхъярусные боковые алтари имеют идентичную композицию, с главных алтарём их объединяют единые мотивы резьбы и характер распределения живописи и скульптуры (два яруса икон в обрамлении колоннады с боковыми статуями).
Амвон выполнен из дерева в 1745 году. Кафедру окружают золочёные скульптуры четырёх евангелистов, ансамбль дополняют рельефные изображения херувимов, охотничьих атрибутов, картуши и медальоны. Балдахин амвона венчает скульптурная группа, изображающая ангелов.
Орган в стиле рококо, установленный на хорах церкви, выполнен в середине XVIII века, обновлён в конце XIX века.

## Галерея

### В прошлом

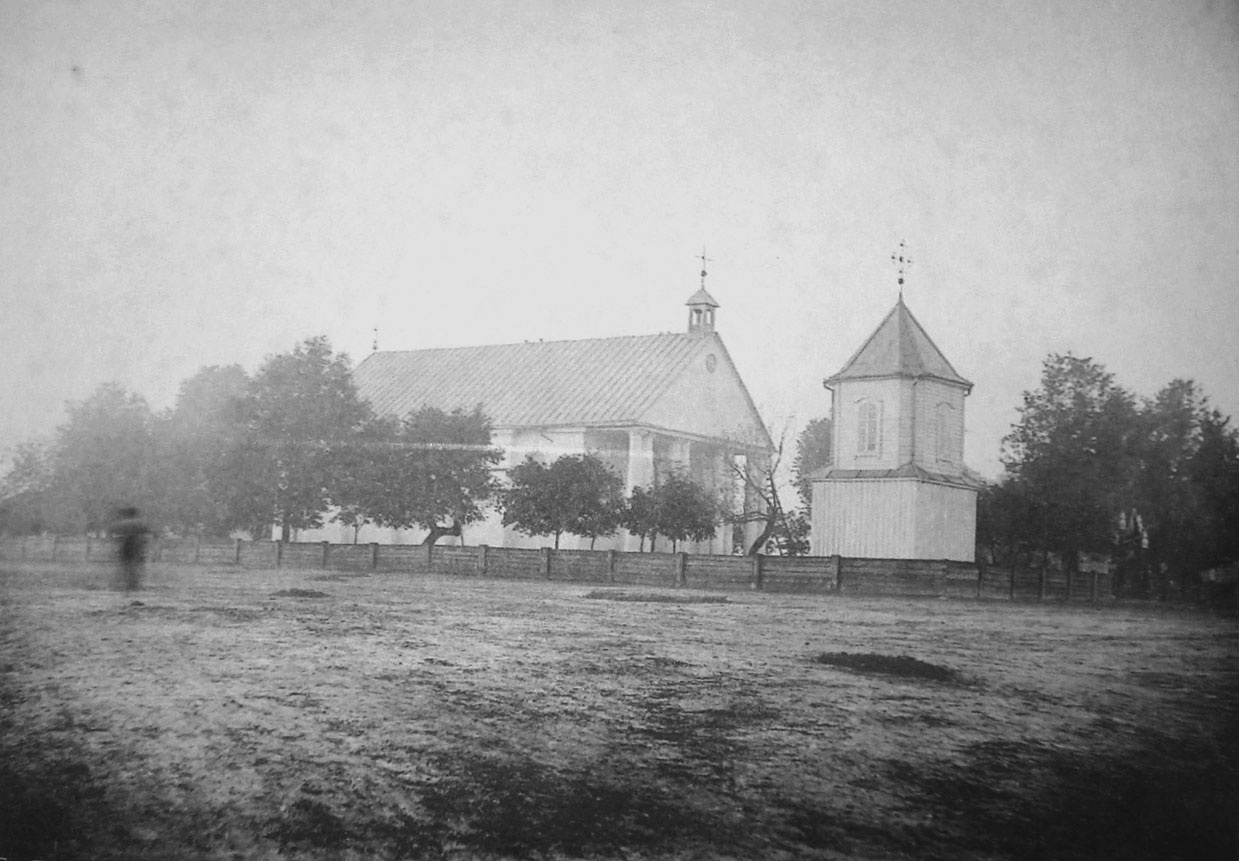
(1900)
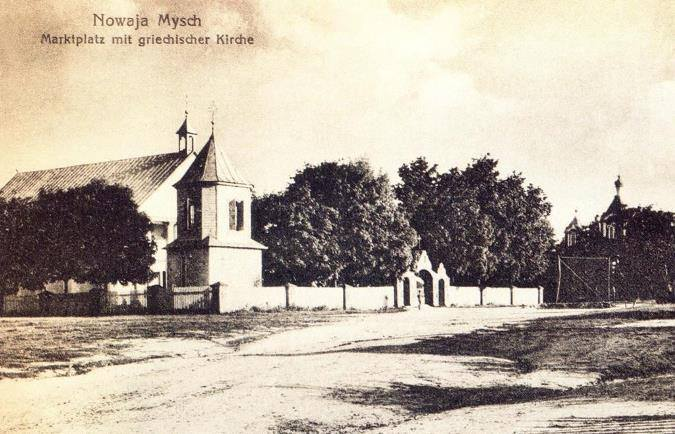
(1915)
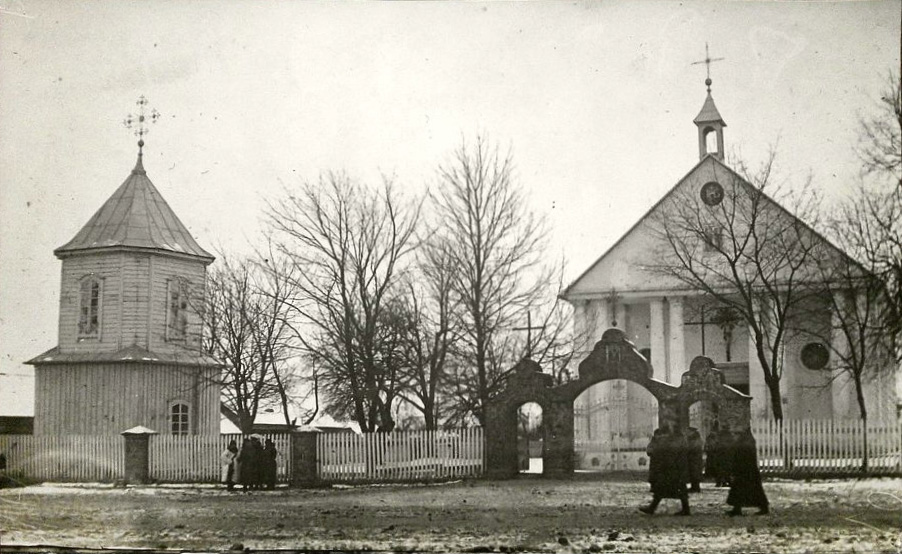
(1916)
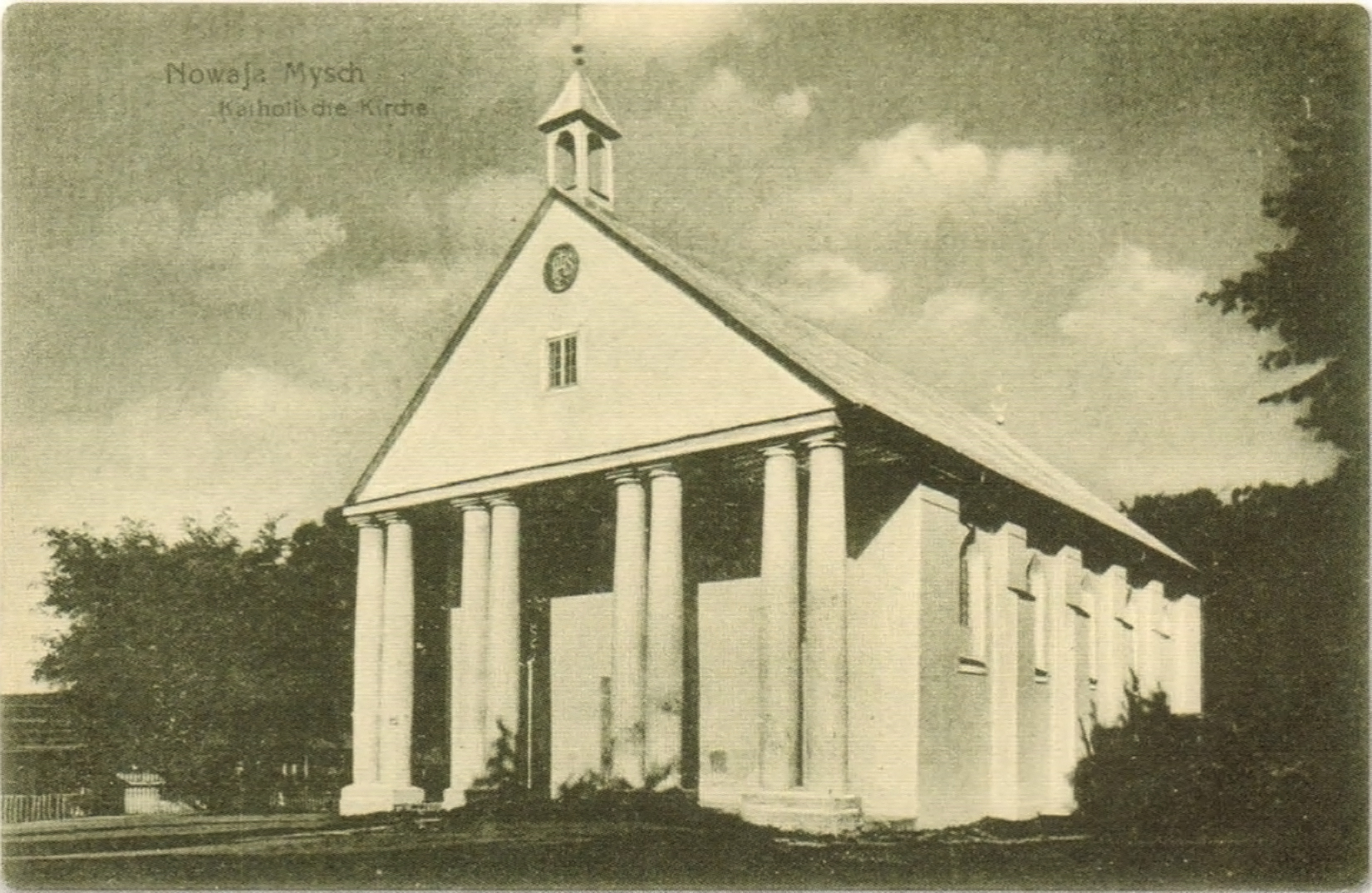
(1916)
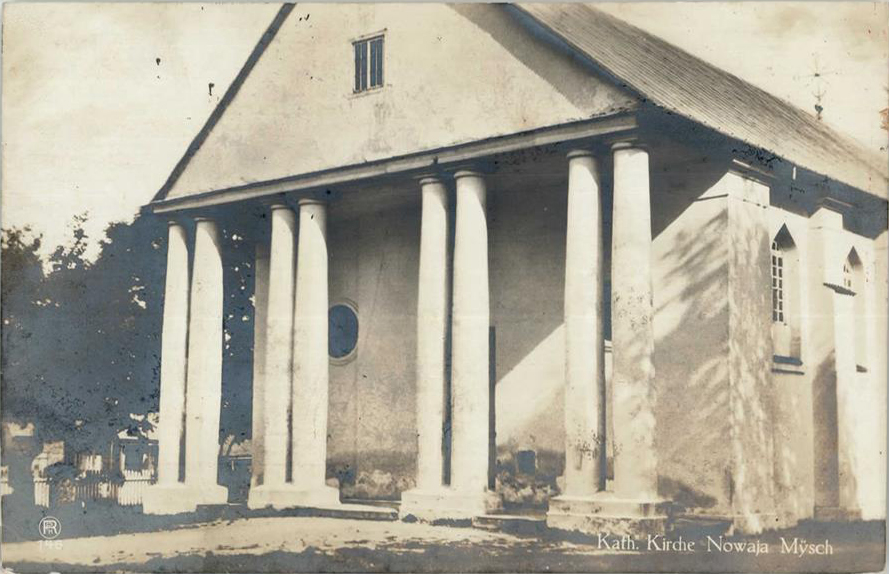
(1916)

### В XXI веке

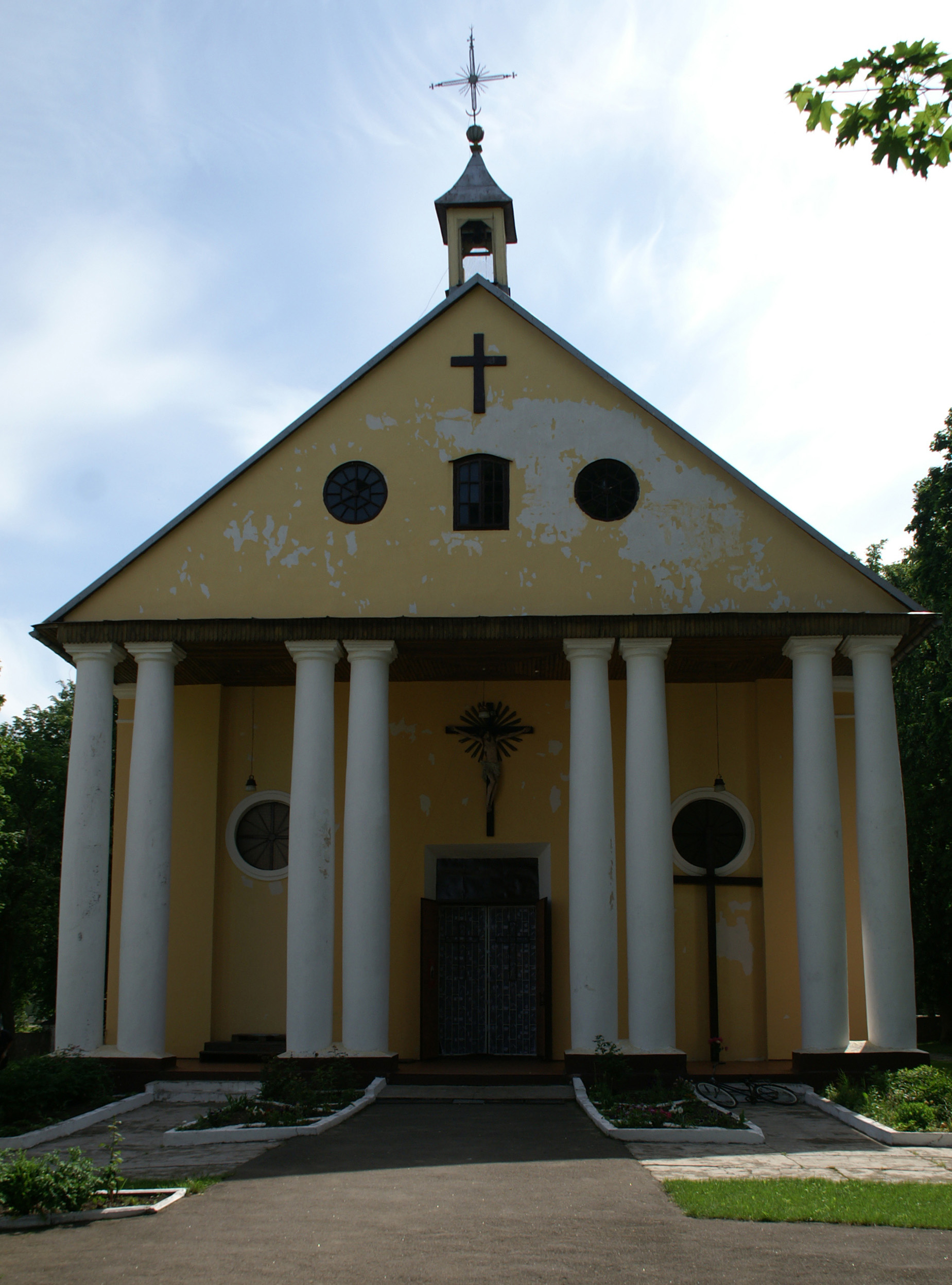
(2007)
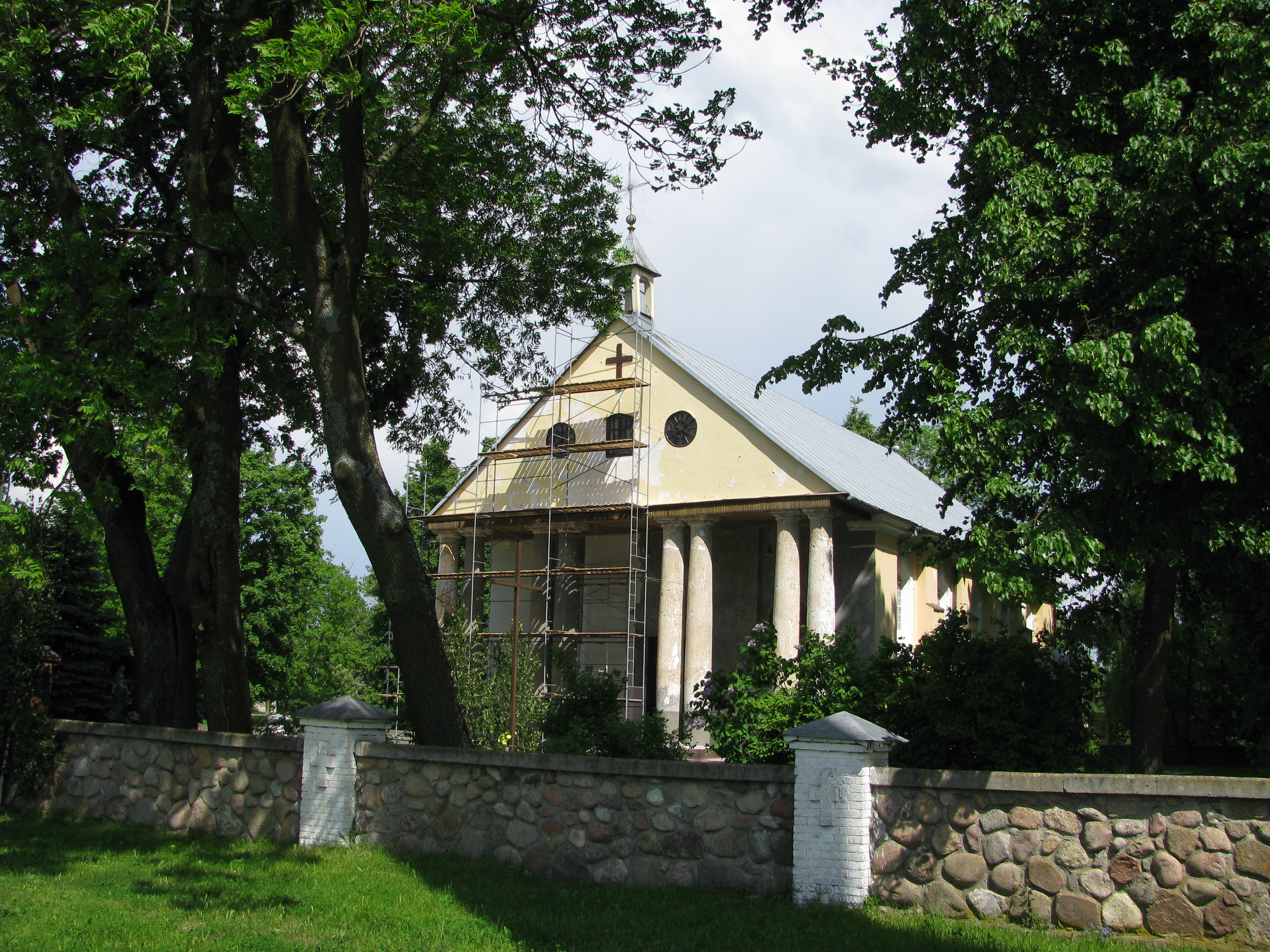
(2009)
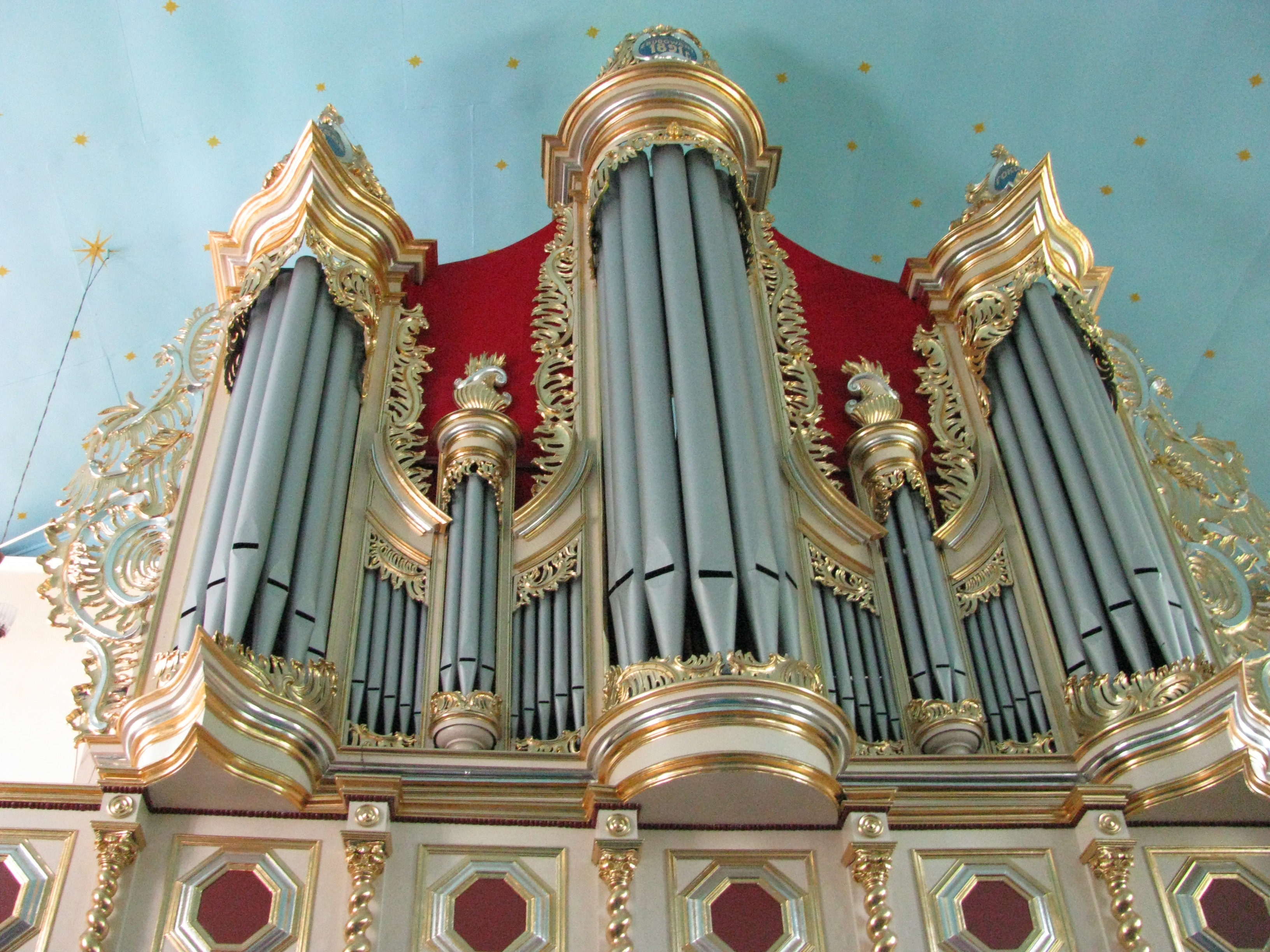
(2009)
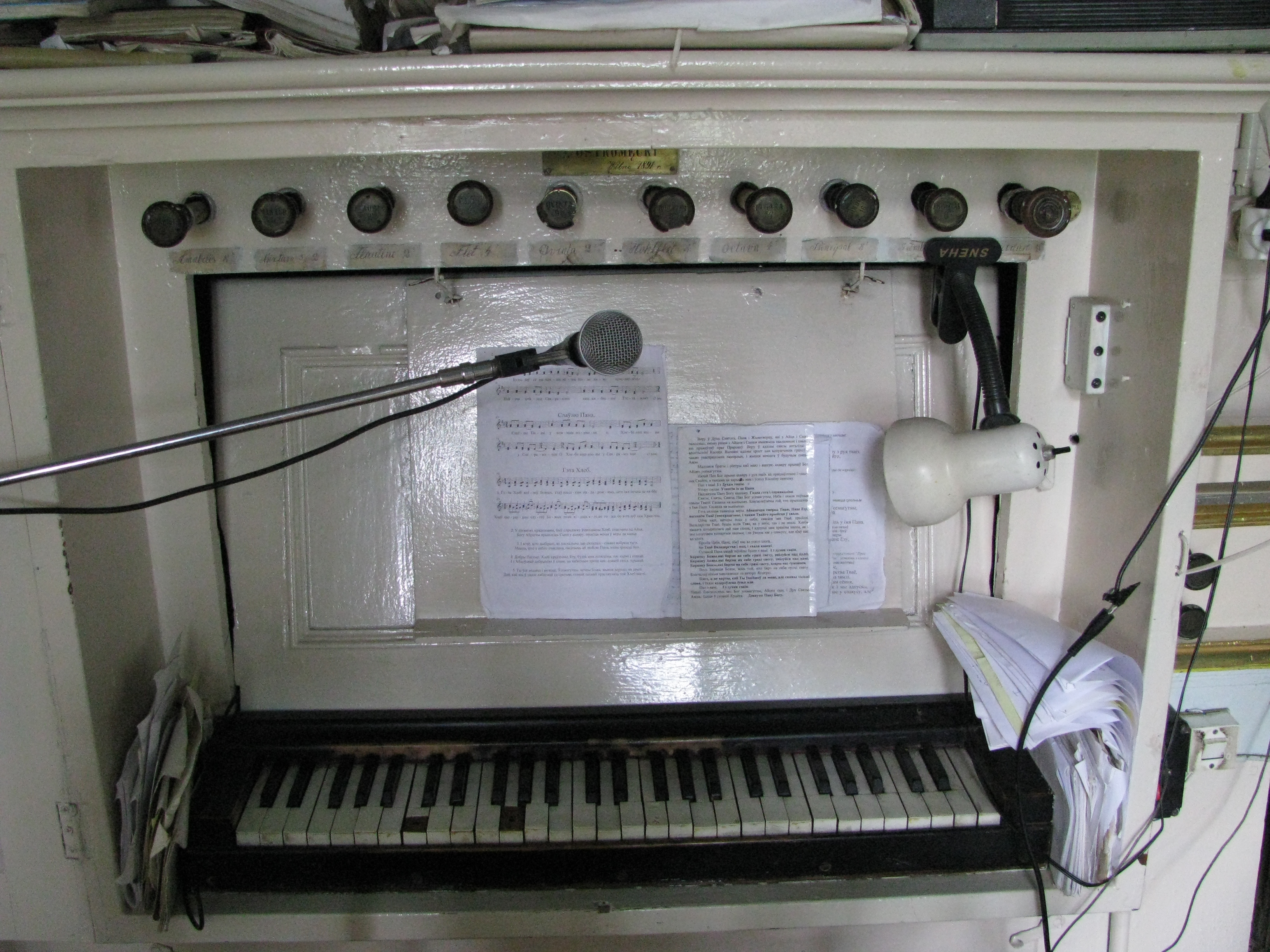
(2009)
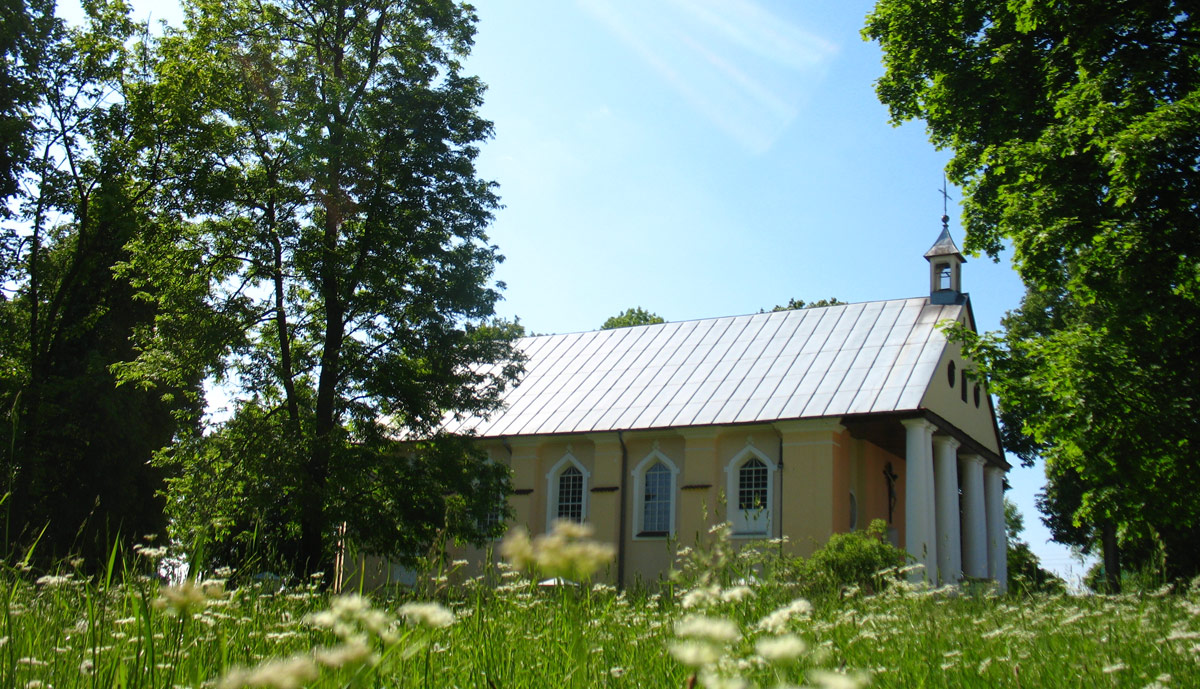
(2010)
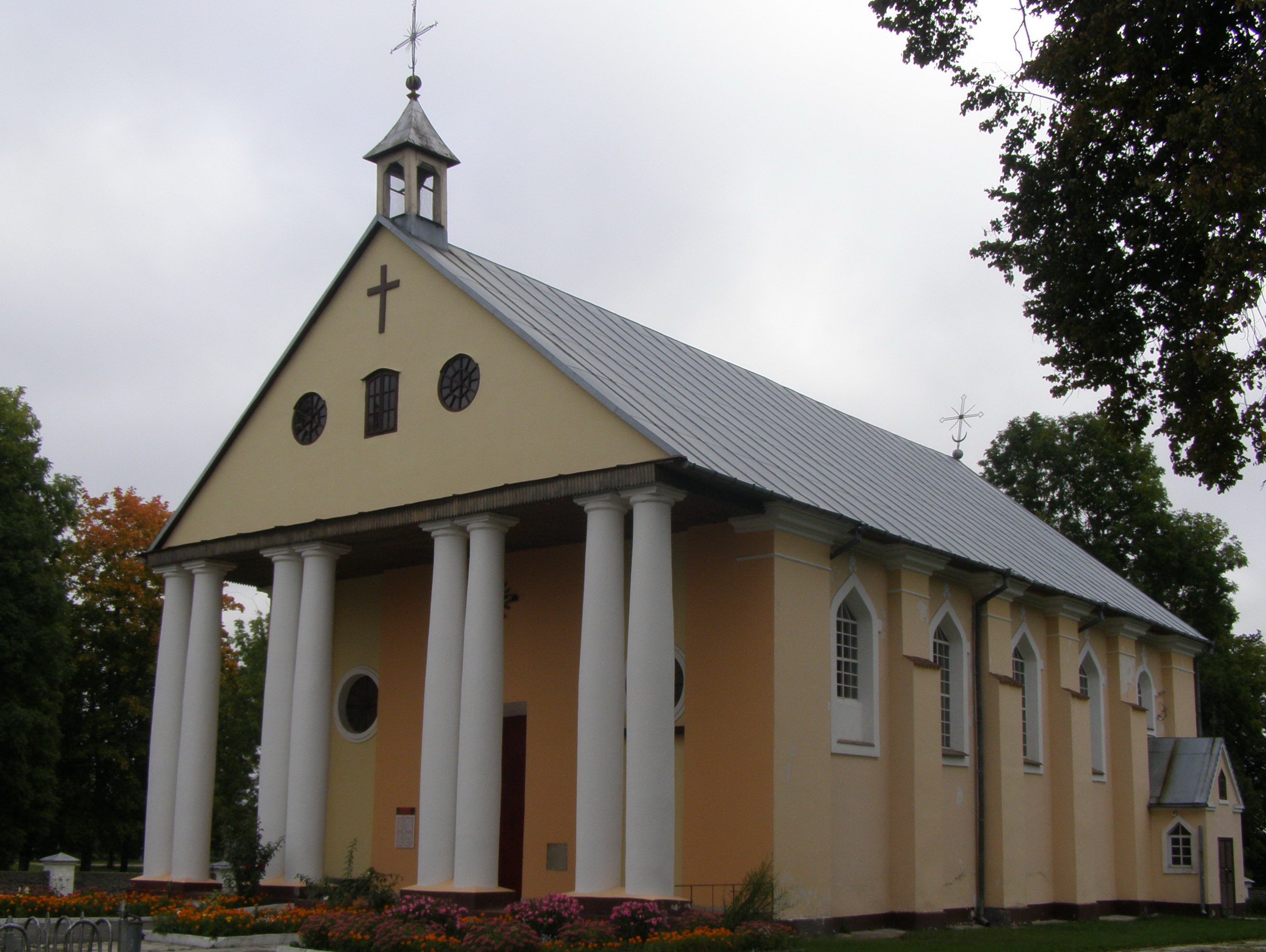
(2012)